# Hexatoma (Eriocera) albihirta
Hexatoma (Eriocera) albihirta is een tweevleugelige uit de familie steltmuggen (Limoniidae). De soort komt voor in het Nearctisch gebied.